# YiNongDai
YiNongDai — интернет-платформа, предоставляющая сельским жительницам Китая доступ к микрофинансированию.

## История
YiNongDai была основана в 2009 году Нинг Тангом, исполнительным директором микрофинансовой организации CreditEase. YiNongDai — онлайн-платформа, на которой инвесторы могут выбрать подходящего им заёмщика из числа женщин, проживающих в сельских районах страны. Как правило, в роли кредиторов выступают жители крупных китайских городов, процентная ставка не должна превышать 5%. YiNongDai сотрудничает с борющимися с нищетой микрофинансовыми организациями по всему Китаю, такими как Women Development Association их провинции Шэньси или Anti-poverty Economic Cooperatives из провинции Хэнань. По мнению China Green Finance Newsletter компания ставит своей целью не максимизацию прибыли, а борьбу с бедностью. 
В 2013 году с помощью YiNongDai около 10 тысяч фермеров получили займы на общую сумму в 580 миллионов юаней. В 2010 году компания получила Innovative Action Award за борьбу с бедностью.